# M3號潛艇
M3號潛艇（英文： HMS M3），所屬英國，是皇家海軍在一戰末期建造的4艘M級潛艇之一，且她為該級三號艦。1918年10月下水。1920年3月服役，並長期處於實驗艦艇的狀態。1928年被改造成佈雷艇。隨後再度成為實驗艦艇，最後於1932年拆除。

## 設計與背景
一戰期間，英國開發出偽裝商船的艦艇偷襲U艇的戰術，由於戰術的成功，海軍部認為「當潛艇在水面上時，就要以火力將其擊敗」，便催生出M級的構思。用途類似巡洋潛艇。為實現其構思，於是在艦艏裝備一門阿姆斯特朗305毫米/40艦炮Mark IX，炮源自於可畏級戰列艦。因為艦炮口徑之巨大，成為本級的特色。

## 服役與功能
M3於1916年7月28日由阿姆斯特朗-惠特沃斯接下她的建造訂單，並於同年12月作為M級潛艇在泰恩河畔新堡埃爾斯維克安放龍骨，隨後開始建造，但名字還是K20。 1918年10月19日下水，並於1920年3月16日服役，此時才開始被稱為M3 。可是，在同年8月17日完成試驗後，就首次被置於預備役狀態。
M3於1921年7月4日在休•馬拉克中校的指揮下回到前線，並於1922年2月17日加入第一潛艇艦隊（1st Submarine Flotilla）。
1926年5月9-14日，也就是1926年英國大罷工期間，她偕同K26與L23前往倫敦的皇家維多利亞碼頭、皇家阿爾伯特碼頭和喬治五世國王碼頭進行一項特別的任務——提供電力，此任務被稱為「黑醋栗行動」。在這次行動中，僅一艘M3就讓四個肉類冷庫、兩台起重機和許多重要的泵保持運轉。

## 改造與測試
1926年10月15日，M3又回到預備役，直到1927年6月13日。離開預備役後，抵達查塔姆，隨後進行改裝，成為實驗型佈雷艇，這是鑒於華盛頓海軍條約的要求，還有旗艦沉沒所導致的。她的305毫米主炮和76毫米高射炮 Mk II高射炮都被拆除，拆除後多出來的空間，變成一塊佔75%艦體長度的大型自由浸水艙甲板；甲板上有兩條軌道，能夠容納100枚B型標準觸發式水雷。水雷是從艦艏的一座閥門通過後，再通過輸送帶放置於水面。
改裝於1928年10月8日完成，總開銷為10235英鎊（當時價格），M3在11月中旬完成試驗。最初只配備80枚水雷，其餘的20枚稍後增加。

## 結局與影響
水雷設備和水雷增加了大約54噸的潛艇重量，對M3的潛水能力也產生了負面影響。在平靜天氣下，大型艙體中灌入600噸水，然後下潛，將耗時約5分鐘；在惡劣天氣下，這作業至少13分鐘，非常低效，不禁讓人想起旗艦的主炮效率。皇家海軍潛艇部的負責人——鄧巴-納史密斯海軍少將——在1930年5月坦言：“目前，M3作為潛艇的功能不夠有效和可信，在戰場上無法使人安心。”很快，她定於1933年拆解，但由於她接續的能力報告不佳，拆解日期被提前，才1932年2月6日就早早售出，最終於1932年4月在紐波特拆解。
雖然說M3表現不佳，但她某種意義上指引設計的方向，因為海軍從改裝後的M3中汲取經驗，明白「潛艇」與「佈雷艇」該怎麼融合，最後實用於虎鯨級潛艇的設計中，屬於另類的因禍得福。

## 資料來源
1. ↑  Brown 2003，第131頁.